# Wallstraße (Düsseldorf)
Die Wallstraße ist eine Straße in Düsseldorf, die in der zweiten Hälfte des 17. Jahrhunderts angelegt wurde. Sie entstand auf dem „Wall“ der nach 1394 angelegten Stadtmauer und wurde nach dieser Stadtbefestigung benannt.

## Geschichte und Lage

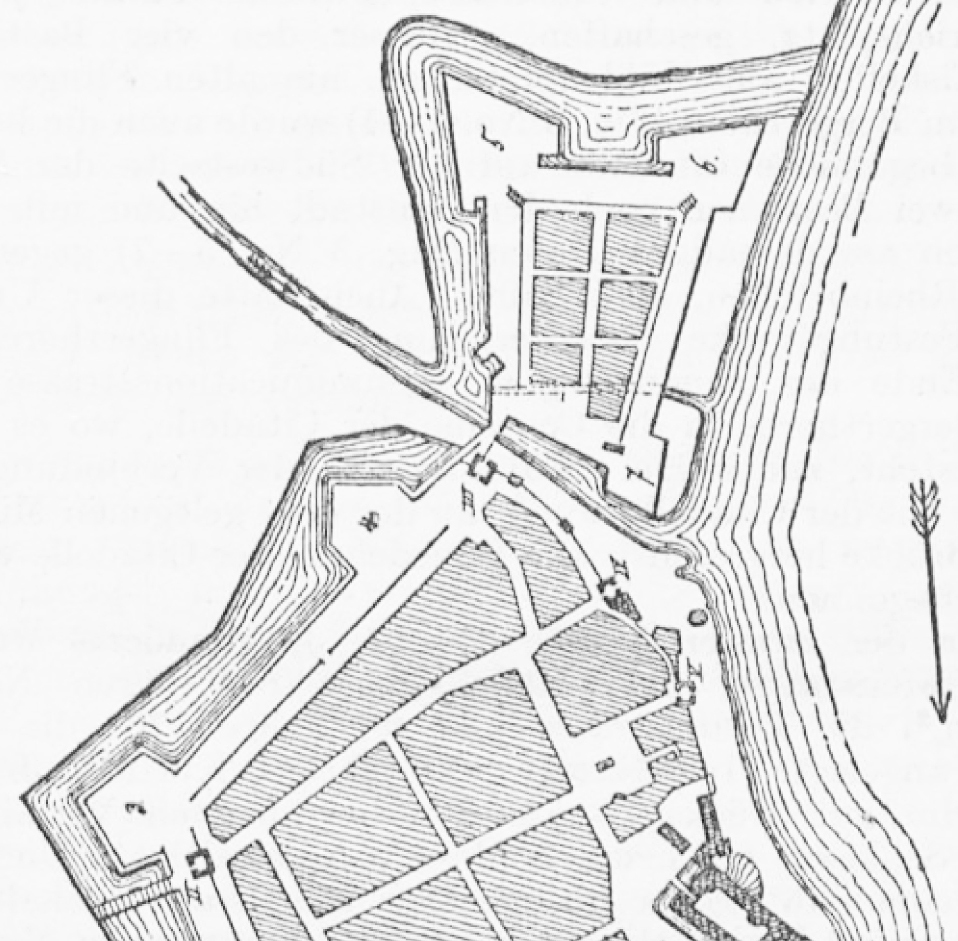
Ausschnitt mit Bereich der späteren Wallstraße mit Zitadelle

Nachdem die Stadt im Südwesten durch die Errichtung der Zitadelle ab der ersten Hälfte des 16. Jahrhunderts erweitert worden war, mussten auch die Wassergräben vor den Stadtmauern in diesem Bereich modifiziert werden. Die Stadtbefestigung im gesamten südlichen Bereich wurde ab Ende des 17. Jahrhunderts bei dem weiteren Ausbau der Festungsstadt neu angelegt und die Schutzanlagen besonders im südöstlichen Bereich nach Süden verschoben. Die bisherigen alten Befestigungswerke bestehend aus Wassergräben und Stadtmauer mit den Erdwällen verloren dadurch ihre Aufgabe blieben aber für einige Jahrzehnte weitgehend erhalten. Erst 1787, als man die Carlstadt anlegte, wurden Mauer und Wälle der alten Stadtbefestigung im Bereich der Wallstraße eingeebnet und die davor vorhandenen Wassergräben zugeschüttet. Hierbei entstand die beiderseitig bebaute Wallstraße, die zuerst „Auf’m Wall“ genannt wurde. Sie entwickelte sich zu einer Verkaufsstraße der Trödler und wurde später auch „Flohmarkt“ genannt. Die Kleine Kirche, die von der Berger Straße erschlossen wird, grenzt seit jeher an die Wallstraße an. Der Klostergarten der Kapuziner lag ebenfalls an der Wallstraße.
Der östliche Bereich der Wallstraße ab der Mittelstraße ist die südlichen Grenze zwischen der mittelalterlichen Altstadt und der Carlstadt. Sie zeigt eine geschlossene Bebauung. Heinrich Ferber beschreibt die ursprüngliche Bebauung um 1890:

## Bebauung

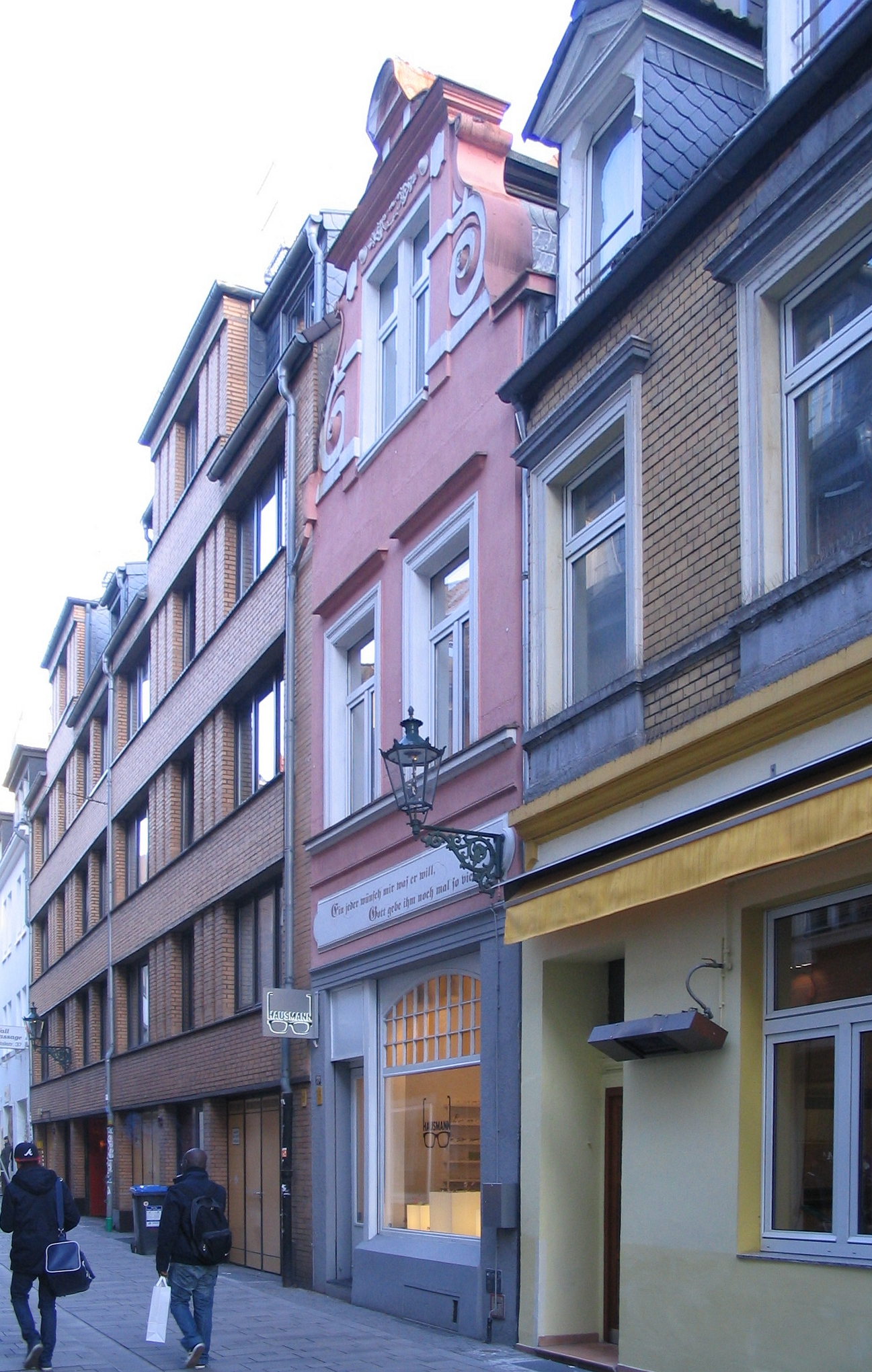
Wallstraße im Jahr 2012

- Das Gebäude Wallstraße 11 verfügt über ein denkmalgeschütztes[5] Tonnengewölbe, das aus dem 17. Jahrhundert stammt. Der Gewölbekeller ist ein Zeugnis aus der Zeit um 1696, als die ehemalige Walllinienstraße beidseitig bebaut wurde.[6] Das Tonnengewölbe wurde am 28. Dezember 1989 unter Denkmalschutz gestellt. Heinrich Ferber schreibt zur Geschichte des Hauses:[Anm. 1]

„Das einzige Hause, worüber wir sichere Nachricht haben, trägt die Nr. 11. Es hiess hier schon 1748 zu den drey weissen Kreuzern; damals war es im Besitz der Eheleute Bingen. 1765 verkaufte es Christian Arnsdorf an Johann Peter Esser und zu Beginn dieses Jahrhunderts gehörte es dem Johann Peter Willems.“

- Das Eckgebäude Wallstraße Nr. 29 a (oder auch Mittelstraße 11),  wurde am 2. September 1983 unter Denkmalschutz[8] gestellt. Weiteres zu diesem Haus unter Schneidersches Geschäftshaus.

- Das Gebäude Wallstraße 29 b (oder auch Mittelstraße 8), stammt im Kern noch aus dem 18. Jahrhundert und war das ehemalige Abthaus des Düsseldorfer Kapuzinerklosters. Während alle Gebäude des Klosters an der Flinger Straße nach der Säkularisation Anfang 1800 abgerissen wurden, blieb dieses bestehen und wurde später umgebaut. Im Jahre 1854 wurden Schaufenster eingebaut. 1861 folgte ein Umbau im Inneren. 1882 wurde die Fassade nach Entwürfen des Architekten Anton Harte gestaltet. Am 7. Dezember 1984 wurde das Gebäude unter Denkmalschutz gestellt.[9] Das Gebäude wird dem Klassizismus zugeordnet. Architektonische Details sind dabei ein Triglyphenfries, Säulen, gegliederte Faschen, Giebel auf Konsolen und die Fensterverdachung:

„[…] Ein Triglyphenfries und ein Gurtgesims setzen die Obergeschosse ab. Der Putz der Obergeschosse zeigt einen horizontalen Fugenschnitt. Zwischen den beiden obersten Geschossen verläuft ein schmales Gesims. Zur Mittelstraße zeigt das Haus zwei Schaufenster mit Mitteleingang, der von Säulen flankiert wird. Alle Obergeschossfenster haben gegliederte Faschen. Giebel über Konsolen betonen die Fenster des 1. Obergeschosse. Die mittlere von drei Achsen zur Mittelstraße ist am 1. Obergeschoss durch eine Verdachung beotnt. Ein Gesims mit Konsolen und Zahnschnitt beschließt das aufgehende Mauerwerk.“

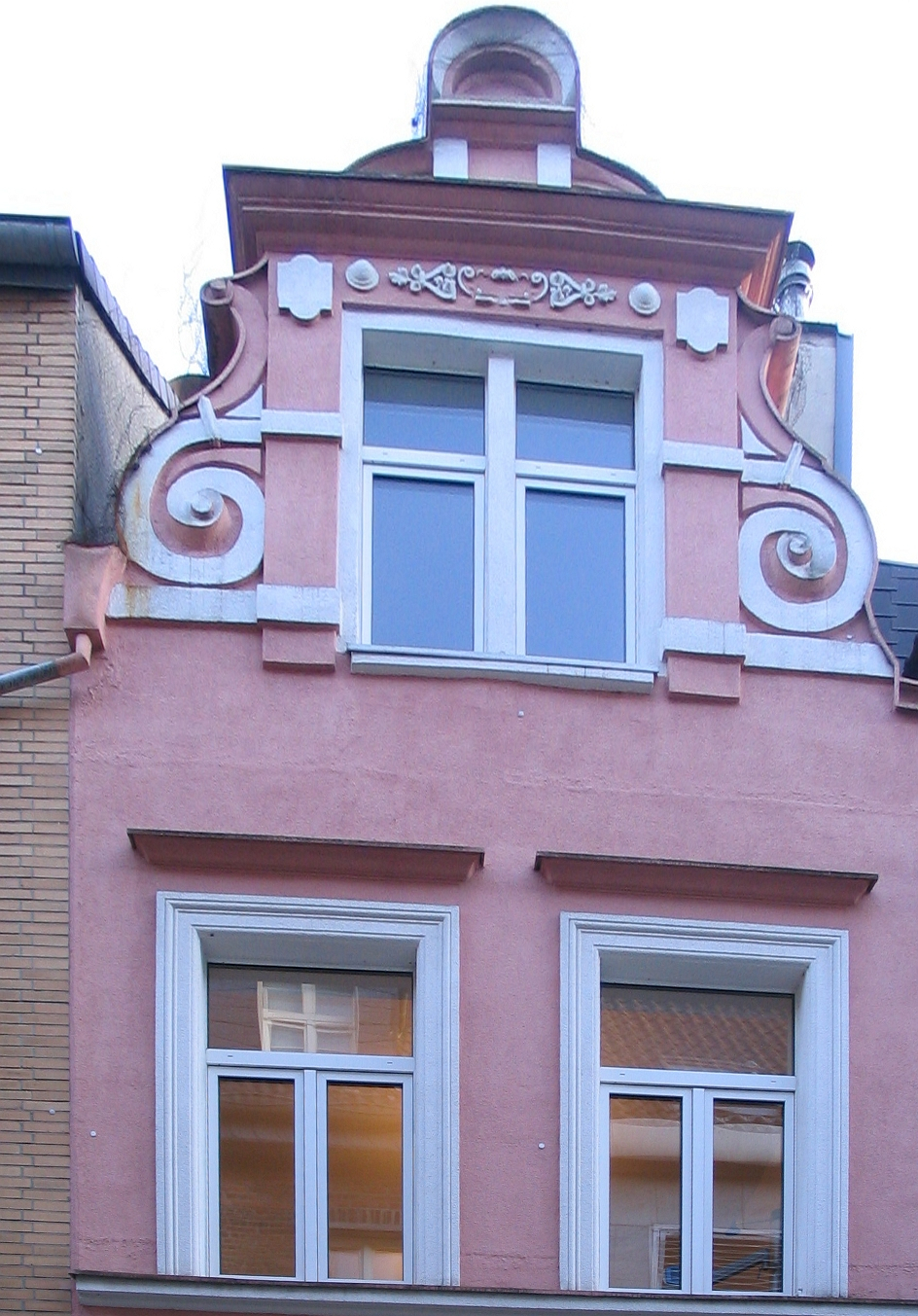
Volutengiebel, Haus 31 a (2012)

- Das Gebäude Wallstraße 31 a wurde Ende des 18. Jahrhunderts erbaut. Im 19. Jahrhundert wurden Schaufenster eingebaut. Bemerkenswert ist insbesondere das Alter des Baus: „Es handelt sich wohl um das älteste erhaltene Haus an der Wallstraße“.[6] Das dem Barock zugeschriebene Gebäude wurde am 8. März 1995 unter Denkmalschutz gestellt.[10] Der Barock-Bau zeigt architektonische Details wie gegliederte Faschen, Gebälke und Volutengiebel mit Aufsatz:

„[…] Oberhalb des Erdgeschosses befindet sich ein Inschriftenfeld. Die beiden Fenster des Obergeschosses sezten über einem Fensterbankgesims an. Sie haben gegliederte Faschen und werden durch Gebälke betont. Das Haus hat einen Volutengiebel mit Aufsatz. Ein zweigeteiltes Fenster belichtet den Giebel.“